# Elke Comoth
Elke Comoth (9 juni 1968) is een Belgisch Duitstalig politica voor de regionalistische partij ProDG.

## Biografie
Comoth studeerde in 1989 af als sociaal assistente en ging dit beroep binnen verschillende instanties uitoefenen: van 1989 tot 1991 bij de Vereniging van Duitstalige Jeugdhuizen, van 1991 tot 1995 bij het OCMW van Sankt Vith, van 1995 tot 2002 bij de Christelijke Mutualiteiten en sinds 2001 bij het OCMW van Büllingen.
Ze werd politiek actief voor de partij ProDG en was in mei 2019 voor het eerst kandidaat bij de Duitstalige Gemeenschapsverkiezingen, zonder evenwel verkozen te raken. In december 2020 werd ze samen met Liesa Scholzen met 98 procent van de stemmen verkozen tot co-voorzitter van de partij.  In juni 2023 werd het duo herkozen als co-voorzitters.
Sinds de Duitstalige gemeenschapsverkiezingen van juni 2024 zetelt Comoth eveneens in het Parlement van de Duitstalige Gemeenschap.